# Tofsnålskinn
Tofsnålskinn (Tubulicrinis effugiens) är en svampart som tillhör divisionen basidiesvampar, och som först beskrevs av Thomas Fulton Bourdillon och Galz., och fick sitt nu gällande namn av Franz Oberwinkler. Tofsnålskinn ingår i släktet stiftskinn, och familjen Tubulicrinaceae. Enligt den svenska rödlistan är arten otillräckligt studerad i Sverige. Arten förekommer i Götaland, Svealand, Nedre Norrland och Övre Norrland. Artens livsmiljö är skogslandskap.